# Safronowka (obwód kurski)
Safronowka (ros. Сафроновка) – wieś (ros. деревня, trb. dieriewnia) w zachodniej Rosji, w sielsowiecie pietrowskim rejonu chomutowskiego w obwodzie kurskim.

## Geografia
Miejscowość położona jest nad rzeką Suchaja Amońka, 6 km od centrum administracyjnego sielsowietu pietrowskiego (Pody), 20 km od centrum administracyjnego rejonu (Chomutowka), 96,5 km od Kurska.
W granicach miejscowości znajduje się ulica Polewaja i 33 posesji.

## Demografia
W 2010 r. miejscowość zamieszkiwało 48 osób.